# 대한민국 문화연예대상
대한민국 문화연예대상은 한국연예정보신문이 주관하는 문화·연예·예술인을 대상으로 하는 상이다. 1992년 제정되었으며, 한국 문화·예술의 질적 향상과 문화 콘텐츠의 진흥·발전을 돕는 것을 목적으로 한다. 제정 당시부터 2007년까지는 한국최고인기연예대상이라는 이름을 사용하였으나, 2008년 제16회 때부터 ‘대한민국 문화연예대상’으로 이름을 바꿨다.

## 심사 및 시상
한해 동안 활동한 문화·연예·예술인을 대상으로 하여 누리꾼들의 투표와 문화·연예 전문가들의 의견을 종합하여 후보자를 선정한다. 이후 이를 대한민국 문화연예대상 집행위원회가 추천한 심사위원회에서 심사하여 최종 수상자를 결정한다. 영화, 드라마 등 예술 분야 5개의 대상, 20개 부문상 및 각 분야에 10개 부문상 등 총 70명에게 시상이 이루어진다.

## 역대 수상자

### 1999년 제7회 수상자
- 한석규, 최수종, 유승준

### 2000년 제8회 수상자
- 이병헌, 조성모

### 2001년 제9회 수상자
- 신화, S.E.S.

### 2002년 제10회 수상자
- 최지우, 싸이

### 2003년 제11회 수상자
- 정준호, 김윤진, 설운도

### 2004년 제12회 수상자
- 비, 베이비복스, 김혜수

### 2005년 제13회 수상자
- 조병규, 손별이
- 슈퍼주니어, SS501

### 2006년 제14회 수상자
- 나연, 지민, 은하
- 아이돌링!!!, 씨야

### 2007년  제15회 수상자
- 반기문, 슈퍼주니어

### 2008년 제16회 수상자
- 김건모, 박해일

### 2009년 제17회 수상자
- 송승헌, 설경구, 수애, 소녀시대, 노라조

### 2010년 제18회 수상자
- 엠블랙, 걸스데이, 류시원, 소녀시대

### 2011년 제19회 수상자
- 소녀시대, 문채원, 소지섭

### 2012년 제20회 수상자
- 김윤석, 송중기, 에이핑크, 김준현

### 2013년 제21회 수상자
- 이종석, 크레용팝, 엄정화

### 2014년 제22회 수상자
- 한류대상 : JYJ
- K팝대상 : EXO
- 개그대상 : 이국주
- 영화배우대상 : 설경구
- 가수대상 : 조항조
- 성인가수대상 : 금잔디
- K팝10대가수상 : 휘성, 에일리, 손승연, 써니힐, 유키스, 소년공화국, 빅스, 장미여관, 산이, 빅스타
- 최우수연기상 : 공유, 문정희, 정만식, 박보영
- MC대상 : 전현무
- CF스타상 : 김보성

### 2015년 제23회 수상자
- K팝가수상 : 포미닛, 에일리, 에이핑크, 허각, 제시, 빅플로, 러블리즈
- 뮤지컬최우수상 : 안재욱, 소냐
- 최우수연기상 : 김재원, 김현주, 양동일, 공효진
- 우수연기상 : 류승수, 최윤영, 신성록, 정은지
- 드라마조연상 : 손종학
- 드라마신인상: 유주혜
- MC우수상 : 김태호
- 최우수개그상 : 조윤호, 김영희
- 우수개그상 : 이상호, 이상민, 정주리

### 2016년 제24회 수상자
- 여자최우수연기상 : 진세연
- 드라마특별상 : 이한위
- 연기신인상 : 유풀잎
- 영화 남우신인상 : 권수현
- 영화 남우조연상 : 지대한
- 뮤지컬여자최우수상 : 홍지민
- 예능스타상 : 김지선, 강예빈
- 개그여자우수상 : 오나미
- K팝가수상 : 헤이즈
- K팝신인상 : 우리아
- 해외스타상 : Totyanna Rae
- 모델우수상 : 최연수

### 2017년 제25회 수상자
- 예능 부문 : 박수홍, 서장훈, 김지민, 김신영, 정성호, 김소희, 장도윤
- 영화 부문 : 이경영, 이정현, 김정균, 오나라, 신성훈, 홍정호, 고원
- 드라마 부문 : 이필모, 이소연, 강경준, 장신영, 최성재, 한보름, 김병준
- K팝 가수상 : 윤종신, 볼빨간 사춘기, 구구단, 수란, 에이프릴, 모모랜드, 한동근, 슬리피, B.A.P, NCT127, 아스트로, JBJ, 보이프렌드, 리브하이
- K팝 신인상 : 더 이스트라이트, 버스터즈, BLANC7, P.O.P, D.I.P
- 해외가수상 : 우노 후미코

### 2018년 제26회 수상자
- K팝 가수상 : 위키미키, 펜타곤, 라붐, 에이프릴, 골든차일드, 숀, 장덕철, 버스터즈
- K팝 신인상 : 립버블, 헤이걸스 , 티나
- K팝 해외인기상 : D.I.P

- 드라마 대상 : 이유리
- 드라마 최우수연기상 : 조현재, 임수향
- 드라마 우수연기상 : 한상진, 이정은
- 드라마 조연상 : 김남희
- 드라마 신인상 : 이준영, 문수빈, 양혜지

- 예능 대상 : 김준호
- 예능 최우수상 : 박성광, 홍윤화
- 예능 우수상 : 권혁수, 함소원
- 예능 신인상 : 대도서관, 윰댕

- 영화 최우수연기상 : 이범수, 문소리
- 영화 우수연기상 : 허성태, 하주희
- 영화 최우수조연상 : 기주봉
- 영화 조연상 : 오대환, 오윤홍
- 영화 특별상 : 지대한
- 영화 신인상 : 유태오, 한소영
- 유튜브 대상 : 밍꼬발랄, 흔한남매, 보겸
- 컨템포러리 아티스트상: Kimberly Tak

### 2019년 제27회 수상자
- 문화연예대상 : 이순재

- 드라마 대상 : 김해숙

- 드라마 최우수연기상 : 이상엽, 윤소이
- 드라마 우수연기상 : 심형탁, 김혜윤
- 드라마 신인상 : 장해송, 이송이

- 영화 대상 : 봉오동 전투
- 영화 작품상 : 벌새
- 영화 감독상 : 원신연
- 영화 최우수연기상 : 박성웅, 김향기
- 영화 우수연기상 : 오대환, 황석정
- 영화 조연상 : 장지건
- 영화 신인상 : 김성철
- 예능 대상 : 연애의 맛
- 예능 최우수상 : 문세윤, 홍현희
- 예능 신인상 : 김용명, 쯔양

- K팝 가수상 : 김나영, 라붐, 펀치, 공원소녀, 레이디스코드, IZ, 더보이즈, 먼데이키즈, 온앤오프
- 아이들 신인상 : 손지오, 이태건, 최수현
- K팝 신인상 : 디크런치, W24, 드림아이원
- 트로트 신인상 : 노지훈

### 2020년 제28회 수상자
- 총 대상 : 송해
- 드라마 최우수 연기상 : 윤상현, 오윤아
- 드라마 우수 연기상 : 정석용, 이학주, 박소진(걸스데이)

- 영화 최우수 연기상 : 이희준
- 영화 신인상 : 이봉근, 최정운
- 영화 작품상 : 윤단비 감독 <남매의 여름밤>
- 영화 감독상 : 홍원찬 감독 <다만 악에서 구하소서>
- 예능 대상 : 최수종, 하희라
- 예능 남자 스타상 : 황광희
- 예능 여자 스타상 : 이미주 (러블리즈)
- 성인가요 대상 : 혜은이
- 성인가요 10대 가수상 : 이동준, 박구윤, 서지오, 우연이, 금잔디, 안소정
- 성인가요 스타상 : 김수찬, 나태주, 이일민
- K-POP상 : 폴킴, 노을, 아스트로, 송하예, 에이프릴, 위키미키, 로켓펀치

### 2021년 제29회 수상자
- 총 대상 : 안성기
- 드라마 대상 : 이지아
- 드라마 최우수 연기상 : 안보현, 오나라
- 드라마 우수 연기상 : 허성태, 진지희

- 영화 최우수 연기상 : 변요한, 염혜란
- 영화 신인 감독상 : 이지원 <아이들은 즐겁다>
- 예능 스타상 : 김해준, 이은지
- 예능 신인상 : 김민기
- 성인가요 대상 : 조항조
- K-POP 스타상 : 적재, STAYC(스테이씨), 박재정, 라붐, 케이시, 싸이퍼, 위클리
- K-POP 신인상 : EPEX

### 2022년 제30회 수상자
- 대한민국 문화연예대상 오세훈(서울시장), 나문희(배우)
- 드라마 부문 연기상
  - 남자 최우수 연기상 박호산(MBC '멧돼지 사냥'),여자 최우수 연기상 엄지원(tvN '작은아씨들')
  - 남자우수연기상 최영준(tvN '우리들의 블루스'), 여자우수연기상 보나(tvN '스물다섯 스물하나')
- 영화 부문 작품상
  - 감독상 최국희('인생은 아름다워') ▲남자최우수연기상 진구('마녀(魔女) Part2. The Other One'), 여자최우수연기상 이주영('브로커') ▲남자우수연기상 이준혁('한산-용의 출현'), 여자우수연기상 심달기('말아') ▲단편영화감독상 신성훈, 박영혜('짜장면 고맙습니다') ▲단편영화조연상 현영('짜장면 고맙습니다')
- 연극부문
  - 최우수상 이태훈('졸업') ▲우수상 류진현('페미닌아트') ▲신인상 박소정('진짜나쁜소녀')
- 성인가요 부문
  - 조항조('주먹을 쥐지 마라') ▲대상 박상철('바보 같지만'), 영탁('찐이야') ▲작곡상 이시하, 노왕금 ▲10대 가수상 서지오('앉지요'), 이동준('미안해요'), 안소정('슬픈눈물'), 박구윤('별과 당신') ▲우수상 나태주('인생열차'), 유화('째깍째깍') ▲신인상 하이량('꺼져'), 한봄('사랑하기좋은날')
- K-POP 부문 K-POP 가수상
  - EPEX('고백 Bomb'), 크러쉬('Rush Hour(Feat. j-hope of BTS)'), CIX('캔디'), 테이('Monologue'), 로켓펀치('Fiore'), 경서('나의 X에게'), 위클리('Airplane Mode(Prod. 이대휘)'), WSG워너비 소연('눈을 감으면')
- EMN K-POP상
  - 아더원('Omw (On My Way)')
- 예능 부문
  - 정준하(MBC '놀면 뭐하니'), 여자스타상 허니제이(MBC '나혼자 산다')[3]

### 2023년 제31회 수상자
- 대한민국 문화연예대상 방재홍 서울미디어그룹 회장, 김영옥 배우
- 의정 대상
  - 행정안전부문의정대상 김교흥 국회의원 △보건복지부문의정대상 신동근 국회의원 △문화체육관광통신부문의정대상 김승수 국회의원 △지시경제부문의정대상 양향자 국회의원 △농림축산식품해양수산의정부문대상 최춘식 국회의원
- 지방자치단체 부문
  - 지방행정부문대상 김성재 의왕시장 △지방자치공로상 문헌일 구로구청장
- 기업 부문
  - 기업경영대상 이춘희 보성엘리베이터 대표이사 △기업공로대상 장영길 보성엘리베이터 사장 △사회공헌상 진미봉 아름다운수산 대표이사, 최유미 장수돌침대 이사, 이윤진 (주)서주건설 대표이사, 김창온 (주)라인이엔지 대표이사 △동방문화국제추진마스터 대상 외국인상(중국) Wen Zhen Yu △종교문화예술공로상 백년사 주지 대방스님 △사회 기부공헌상 사)한국장애인소상공인협회 김상호 중앙회장 △뷰티한류벤처기업인상 정서윤 라치엘 대표 △공익공로상 김동규 법무법인 나눔 파트너 변호사. 김수한 법무법인 이로 변호사 △사회발전공로상 선해심 국제언론인클럽 홍보기획이사 △글로벌대중클래식공로상 오경자 오케스트라 합창단 지휘자 △기업혁신대상 김석진 (주)엔씨원 대표 △벤처기업상 송동환 알파프레임 대표
- 문화 예술 부문
  - △해외아티스트상 R-KMC △EMN 예능상 성+인물 오구라 유나 △EMN방송인유망주상 이수연 △신인배우상 장종호 △문화예술공로대상 추미정 △음악가상 카이저 △팝아티스트상 조재윤 △뮤지컬제작상 김은하 드림하이 대표 △케이팝 해외공로상 김선천 (주)한류뱅크 회장 △시니어 모델상 김금숙 최영 심선희 이신순 △의상디자이너대상 도연 뽀엣드로 대표 △EMN스타상 강문경 △EMN공로상 한태일 △보디빌딩지도자상 김민우 트레이너 △문화예술상 최은서 △피트니스 트레이너상 박진호 아노크짐 대표
- 성인가요 부문
  - 성인가요 대상 설운도 △성인가요 최우수상 박상철 △성인가요 10대 가수상 이동준, 문성우, 나태주, 숙행, 하이량, 별사랑, 안소정, 티엔젤, 박지현, 문성우 △성인가요 신인상 김호연, 나빛나, 비타
- K-POP 부문
  - 케이팝 가수상 김준수, 로이킴, 이채연, 로켓펀치, H1-KEY, 골든차일드, DRIPPIN팝 신인상 키스오브라이프, 위나
- 드라마 부문
  - 남자 최우수연기상 류수영 △여자 최우수연기상 라미란 △남자 우수연기상 김원해 △여자 우수연기상 이한별 △여자 신인연기상 정예빈 △남자 스타상 덱스 △여자 스타상 이수지
- 영화 부문 
  - 영화 작품상 ‘다음 소희’ △영화 감독상 정주리 △남자 최우수연기상 조진웅 △여자 최우수연기상 김서형 △남자 우수연기상 고창석 △여자 우수 연기상 김재화 △남자 신인상 서주형 △여자신인상 고우리 △독립영화 감독상 신성훈 △장편영화 감독상 김진홍
- 연극 및 뮤지컬 부문
  - 연극 공로상 윤석화 △연극 최우수상 한록수 △연극 우수상 한성희 △연극 신인상 허솔, 허수현△ 뮤지컬 우수상 황성재.
- 공익 공로상 부문(2023년 신설)
  - 법무법인 나눔에 김동규 변호사와 법무법인 이로의 김수한 변호사[4]